# 神州天馬侠 (NHK人形劇)
- マリオネット (NHK人形劇) > 神州天馬侠 (NHK人形劇)
- 神州天馬侠 > 神州天馬侠 (NHK人形劇)

神州天馬侠（しんしゅうてんまきょう）は、NHKテレビで放送された1920年代の同名小説を原作とする人形劇。
1954年1月27日から1954年7月8日まで全15回放送された。
ビデオ映像は現存していない。

## 放送時間
| 放送期間   | 放送期間   | 放送時間（JST）   | 備考     |
| ---------- | ---------- | ----------------- | -------- |
| 1954.01.27 | 1954.05.19 | 水曜19:30 - 20:00 | 変動あり |
| 1954.06.17 | 1954.07.18 | 木曜19:30 - 20:00 |          |

## 放送リスト
| 話数   | 放送日        | タイトル         |
| ------ | ------------- | ---------------- |
| 1      | 1954年1月27日 | 武田伊那丸の巻   |
| 2      | 1954年2月10日 | 裾野月夜の巻     |
| 3      | 1954年2月17日 | 鞍馬嵐の巻       |
| 4      | 1954年2月24日 | 裏切者の巻       |
| 5      | 1954年3月10日 | 夕映え富士の巻   |
| 6      | 1954年3月24日 | おぼろ夜富士の巻 |
| 7      | 1954年4月14日 | 竹童のりこみの巻 |
| 8      | 1954年4月21日 | 湖畔血斗の巻     |
| 9      | 1954年5月12日 | 不明             |
| 10     | 1954年5月19日 | 虹の県橋の巻     |
| 11     | 1954年6月1日  | 千鳥受難の巻     |
| 12     | 1954年6月17日 | 湖上異変の巻     |
| 13     | 1954年6月24日 | 夜明け富士の巻   |
| 14     | 1954年7月1日  | 子鳥の巻         |
| 最終回 | 1954年7月8日  | 天馬西行の巻     |